# Острів Атласова
Араїд (яп. 阿頼度島 — Араїдо-то, офіційно мав таку назву до 1950-х років) або острів Атла́сова (на російській мапі зразка 1745 року рос. Анфиногенъ — Антіноген) — найпівнічніший острів Великої гряди Курильських островів. Також це найвищий з усіх Курильських островів. Є найвищим островом Росії і 49-им у світі. Адміністративно, з 1946 року, входить у Сєверо-Курильський міський округ Сахалінської області.

## Географія
Площа 159,47 км². Через регулярні виверження він поступово збільшується в розмірах. Острів майже правильної круглої форми, діаметром близько 14 км. На початок XXI століття острів є безлюдним, раніше існував населений пункт Атласове і погранична застава Дев'ятка. Усього за 14 метрів від берегової лінії острова Атласова знаходиться невеличкий острів Пєскова, який отримав назву 2016 року. За 20 км на південний схід від острова Атласова знаходиться більший Парамушир, відділений протокою Алаїд. Зручних місць для якірних стоянок немає. Острів складений вулканічними гірськими породами.

## Флора і фауна
На острові враховано 248 видів судинних рослин. Біля підніжжя — чагарникові зарості з вільхи камчатської. За даними аерофотозйомки, проведеної С. В. Гришиним, на вулкані Алаїд верхня межа поширення вільшняка на острові досягає висоти 1 300 м. Вище за логікою висотної поясності тут повинні змінювати один одного вересовища і вересові тундри, але зважаючи на те, що Алаїд активний, флора тут обмежена руйнівним вулканізмом. Терасами і пагорбами розташовані луки, де зустрічаються такі рослини, як: тимофіївка альпійська, мітлиця крупно-чашкова, костриця, гірчак живорідний, герань, шолудивник, водянка, буяхи, брусниця, багно. Зі ссавців водяться гризуни, лисиці.

## Історія
Своє російське ім'я острів отримав на честь першопрохідника Володимира Атласова, який наприкінці 1697 року під кінець свого першого камчатського походу вийшов до гирла сучасної камчатської річки Голи-гіной і побачив в Охотському морі обриси вулкана Алаїд (Атласова).

### За Російської імперії
На початку XVIII століття острів було нанесено на карту камчатськими козаками, а до 1787 року вже офіційно контролювався Російською імперією. Російський мореплавець Василь Головнін наступним чином пояснює ту обставину, що незважаючи на приналежність до Курильської гряди, острів не мав «номерної» назви, на відміну від інших Курильських островів:
…ні курильці, ні росіяни, що тим краєм живуть, Алаїд не вважають Курильським островом, хоча він за всіма відносинами належить до сієї гряди.
Оригінальний текст (рос.)
…ни курильцы, ни русские в том краю обитающие, Алаид не считают Курильским островом, хотя он по всем отношениям принадлежит к сей гряде.

### У складі Японії
Санкт-Петербурзький договір 1875 року передав острів у володіння Японії, у складі якої пробув з 1875 по 1945 роки.

### У складі СРСР/РСФСР та Росії
1945 року за підсумками Другої світової війни перейшов під юрисдикцію СРСР і включений до складу Сахалінської області РРФСР. До 1954 року називався Алаїдом, як і вулкан на ньому. Потім його було перейменовано в острів Атласова, втім вулкан зберіг назву. З 1991 року знаходиться у складі Росії, як країни-правонаступниці СРСР.

## Вулкан Алаїд

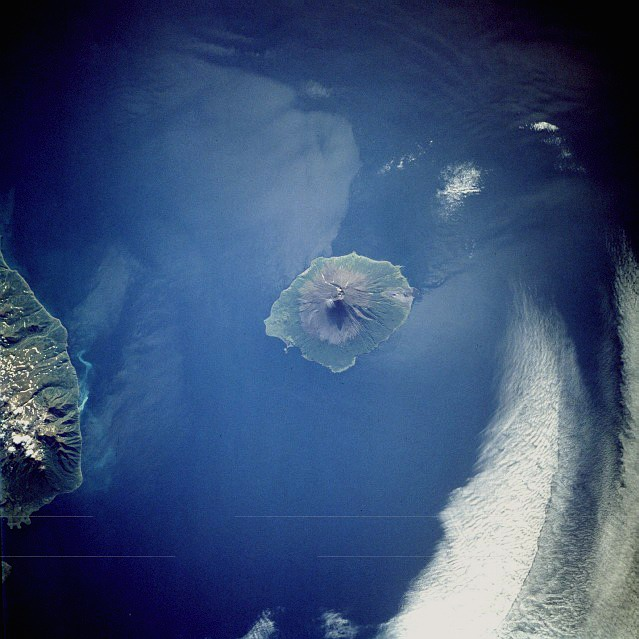
Острів Атласова з космосу. Вересень 1992 р.

Весь острів є надводною частиною одного вулканічного конуса. Вулкан Алаїд (2339 м) — найвища точка Курильських островів. Це найактивніший із Курильських вулканів. Сильне виверження 1778 року «зрізало» верхівку конуса. З кінця XVIII століття вулкан вивергався більше десятка разів. Останній раз вулкан слабо вивергався у вигляді експлозивного (вибухового) типу 23 серпня 1997 року. Невелике тремтіння і слабка сейсмічна діяльність спостерігалася у відрізок часу з 31 жовтня по 19 грудня 2003 року. 5 жовтня 2012 року вулканічна діяльність проявлялася у вигляді викиду парових і газових плюмів, які піднялися на висоту 200 метрів над кратером вулкана і були зафіксовані супутником 15 жовтня 2012 року. Наприкінці вересня 2015 року розпочалося помірне виверження і діяльність, яке досі триває.

## Зображення в культурі

### Тубільні казання про Алаїда

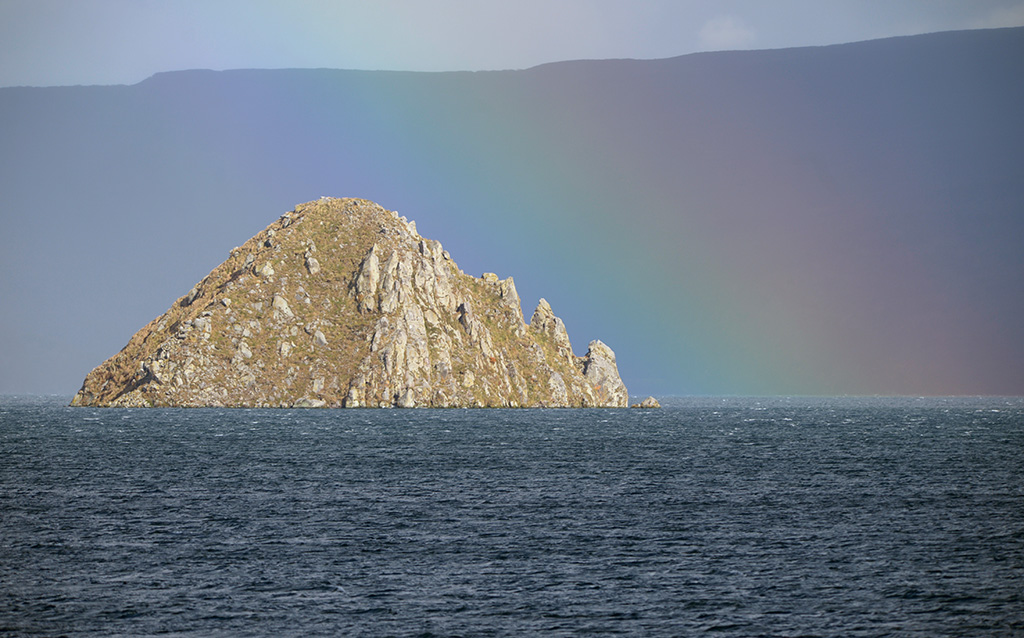
Серце Алаїда — острів у Курильскому озері

Острів і його вулкан стали невіддільною частиною місцевого далекосхідного фольклору різних народів. У різних джерелах вказуються різні подробиці того, чому Алаїд стоїть у морі окремо. Серед переказів є такий, що спочатку Алаїд був на місці Курильського озера на самому півдні Камчатки, але був він найвищою горою і затуляв світло своїм сусідам, тому сусідні гори вигнали його за це. В інших джерелах говориться, що він був вигнаний за красу. Так, ідучи від Камчатки, чи то від любові до однієї з сусідніх гір, чи то від любові до самої Камчатки, Алаїд вирвав своє кам'яне серце і залишив його на Камчатці у самому осередді Курильського озера, а сам пішов в Охотське море. І зараз за гарної погоди з Алаїда можна побачити те місце, звідки йому довелося піти, але де досі знаходиться його кам'яне серце. З геологічної точки зору це все, звичайно ж, не так, тому що Курильське озеро — це кальдера, що утворилася приблизно 11 000 років тому. Це виверження вважається одним з найсильніших голоценових вивержень на Камчатці, від якого в околицях самого озера утворилися найпотужніші пемзові відкладення, а під час самого виверження попіл летів у той бік, де нині знаходиться місто Магадан і де досі залишився шар попелу в кілька сантиметрів, похований під ґрунтом. Сам же острів Алаїд є самостійним вулканом, але це не заважає існувати цій красивій легенді.

### У японській культурі
Після отримання острова Алаїда Японією 1875 року, японські поети і митці приїжджали подивитися на нього, бо сам острів славився обводом свого конуса і правильністю рис. 1926 року Іто Осаму написав, що форми Алаїда навіть правильніша, ніж у знаменитої Фудзі, хоча остання набагато вища за нього.

### У російському письменстві
У братів Стругацьких є науково-фантастичне оповідання «Білий конус Алаїд [Архівовано 29 червня 2020 у Wayback Machine.]». Дія оповідання відбувається недалеко від острова Атласова, на острові Шумшу.